# 어득수
어득수(魚得水, ?~)는 대한제국의 의병장이다. 본래 유생이었던 그는 1907년의 정미의병 당시 약 80명 정도의 의병들을 이끌고 정선 및 양양, 간성, 강릉 등 강원도 일대에서 활동했다.